# St. Joseph, Michigan
St. Joseph är administrativ huvudort i Berrien County i den amerikanska delstaten Michigan. Enligt 2010 års folkräkning hade St. Joseph 8 365 invånare.

## Kända personer från St. Joseph
- Caryl Chessman, brottsling
- Fred Upton, politiker
- Kate Upton, fotomodell